# Conférence des évêques catholiques d'Afrique australe
 (novembre 2023).
 (novembre 2023).
La Conférence des évêques catholiques d'Afrique australe (SACBC) est une conférence épiscopale composée de tous les évêques de l'Église catholique romaine d'Afrique du Sud, du Botswana et d'Eswatini, ainsi que de leurs équivalents de droit canonique (vicaires apostoliques, administrateurs apostoliques, etc.). Fondée en mars 1947, cet organisme collégial agréé par le Saint-Siège a pour objet particulier :

« de fournir aux évêques des territoires mentionnés ci-dessus des moyens de consultation et d'action commune dans des domaines d'intérêt commun pour l'Église, tels que la consultation et la coopération avec d'autres hiérarchies, l'encouragement des vocations sacerdotales et religieuses, la formation doctrinale, apostolique et pastorale du clergé, des religieux et des laïcs ; la promotion de l'activité missionnaire, de la catéchèse, de la liturgie, de l'apostolat des laïcs, de l'œcuménisme, du développement, de la justice et de la réconciliation, de l'assistance sociale, des écoles, des hôpitaux, de l'apostolat de la presse, de la radio, de la télévision et des autres moyens de communication sociale, ainsi que toute autre activité nécessaire. »

## Organisation
La conférence est dirigée par un président et deux vice-présidents, chacun élu à la majorité absolue des membres pour un mandat de trois ans. Les membres élisent également les présidents et vice-présidents des départements de la conférence. Tous les titulaires de charges doivent être des Ordinaires diocésains ; les évêques coadjuteurs, les évêques auxiliaires et les évêques émérites ne peuvent pas être élus. Le président, les vice-présidents, les présidents de département et tous les cardinaux qui n'occupent pas de poste dans la conférence forment un conseil d'administration qui coordonne les activités de la conférence entre ses sessions plénières.
La Conférence charge un secrétariat général de coordonner ses activités. Ce secrétariat général est composé de départements (tels que le département Justice et Paix), de bureaux (tels que le Bureau SIDA) et d'organismes associés (tels que l'Institut Denis Hurley pour la Paix (DHPI). Elle détient 51 % des parts de l'hebdomadaire catholique (magazine mensuel depuis 2020), « The Southern Cross ».

## Présidents
| Président                                       | Période   |
| ----------------------------------------------- | --------- |
| Denis Hurley                                    | 1952-1961 |
| Archevêque (plus tard cardinal) Owen McCann     | 1961-1974 |
| Joseph Fitzgerald                               | 1974-1981 |
| Denis Hurley                                    | 1981-1987 |
| Réginald Orsmond                                | 1987-1988 |
| Évêque (plus tard archevêque) Wilfrid Napier    | 1988-1994 |
| Louis Ndlovu                                    | 1994-2003 |
| Cardinal Wilfrid Napier                         | 2003-2006 |
| Buti Tlhagale                                   | 2007-2013 |
| Archevêque (plus tard cardinal) Stephen Brislin | 2013-2019 |
| Sithembele Sipuka                               | 2019–     |

## Sanctuaires
La conférence n’a pas, en 2023, désigné de sanctuaire national.

## Histoire
La première réunion de la Conférence des évêques catholiques d'Afrique australe (SACBC) s'est tenue en mars 1947 à Mariannhill, dans le Kwazulu Natal. C'est le délégué apostolique de l'époque, Martin Lucas, qui les a exhortés à se constituer en conférence épiscopale. Les voyages étant devenus plus faciles qu'auparavant, cela permettrait aux responsables des Églises locales de se rencontrer régulièrement, de coopérer plus étroitement et de parler d'une seule voix, si nécessaire - et la montée de l'apartheid peu de temps après a rendu cette dernière fréquemment nécessaire.
La SACBC a élu son premier président lors de l'établissement de la hiérarchie locale en 1951. C'est à ce moment-là que les anciens vicariats ont été transformés en diocèses, avec quatre sièges métropolitains (ou archidiocèses) : Bloemfontein, Cape Town, Durban et Pretoria. Le premier président de la SACBC fut l'archevêque Hurley, qui occupa ce poste jusqu'en 1961, puis de nouveau de 1981 à 1987.
La SACBC a été lente à s'opposer à l'apartheid, bien que plus rapide que la plupart des autres Églises. Conscients de l'hostilité innée du régime à l'égard de l'Église catholique, les évêques ont souvent adopté une position conciliante à l'égard du gouvernement. Cette attitude s'explique en grande partie par le souci de maintenir le réseau d'écoles et d'hôpitaux de l'Église. Bien qu'une première déclaration soigneusement rédigée contre l'apartheid ait été publiée en 1952, cette attitude a changé en 1953 lorsque le régime a cherché à imposer son éducation bantoue aux écoles catholiques. La SACBC a mené une vaste campagne de collecte de fonds pour garantir l'indépendance de ses écoles.
Les écoles catholiques resteront une épine dans le pied de l'apartheid. Lorsque, au milieu des années 70, les sœurs dominicaines ont décidé unilatéralement d'ouvrir leurs écoles à toutes les races, d'autres congrégations leur emboîtant rapidement le pas, la SACBC a été prise au dépourvu. Après une réaction d'abord prudente, elle a rapidement apporté son soutien total à cette décision. L'apartheid scolaire a été brisé, du moins dans les établissements privés.
En 1957, la SACBC a publié sa première condamnation de l'apartheid. Sous la direction de l'archevêque Hurley, elle dénonce l'apartheid comme "intrinsèquement mauvais".
À la fin des années 1970, les évêques sont positionnés encore plus clairement contre l'apartheid, sans doute sous l'influence des soulèvements de 1976 et des détentions, tortures et bannissements de prêtres, comme le père Smangaliso Mkhatshwa - qui fut nommé secrétaire général de la SACBC en 1981, alors qu'il était toujours sous le coup d'un ordre de bannissement.
En octobre 1988, le siège de la SACBC à Pretoria a été bombardé. En 2000, la Commission vérité et réconciliation a amnistié 19 anciens membres de la police de sécurité, dont le célèbre Eugene de Kock, pour cet attentat à la bombe.
En 1983, un groupe d'évêques catholiques, dirigé par l'archevêque Hurley, a été la première délégation officielle de Sud-Africains à rencontrer officiellement le Congrès national africain en exil, dans un hôtel de Londres.
L'avènement de la démocratie en 1994 a amené les évêques à s'intéresser à d'autres questions sociales et morales. La SACBC s'est fermement opposée à la légalisation de l'avortement en 1997 et, dans les années 2000, elle s'est intéressée à la pandémie de Sida. Alors que les évêques étaient divisés sur l'utilisation des préservatifs comme moyen de prévention de la transmission du virus, ils ont trouvé un terrain d'entente en créant le SACBC Aids Office, qui a été le premier organisme d'Afrique du Sud à mettre systématiquement en place des cliniques de traitement rétroviral, à une époque où le gouvernement Mbeki refusait de le faire. Par l'intermédiaire de l'Institut pour la paix Denis Hurley, l'Église d'Afrique australe s'est également engagée dans des activités de rétablissement de la paix dans d'autres régions d'Afrique, notamment dans la médiation qui a conduit à l'indépendance du Sud-Soudan en 2011.
En 2009, un missionnaire français, Louis Blondel, a été assassiné en Afrique du Sud alors qu'il exerçait comme curé du bidonville de Diepsloot. Agé de 70 ans, le père Blondel était missionnaire depuis 44 ans, dont 22 ans en Afrique du Sud. Engagé depuis plusieurs années auprès des plus pauvres, il avait fondé un centre Emmaüs et avait beaucoup travaillé au développement d’Orange Farm, une autre township de Johannesburg.

## Voir également